# Johannes Wirix-Speetjens
Johannes Wirix-Speetjens (Sint-Niklaas, 1997) is een Belgische acteur, presentator, podcastmaker en schrijver.

## Biografie
Wirix-Speetjens is geboren in België en groeide op in Haarlem. Zijn vader is Bert Wirix-Speetjens. In 2020 studeerde hij af aan het Koninklijk Conservatorium Antwerpen in theater (kunstvorm). Via het Erasmus-uitwisselingsprogramma studeerde hij ook aan de theaterschool Accademia Nazionale d'Arte Drammatica "Silvio d'Amico" in Rome. Hij schrijft en speelt ook in het Italiaans. Hij won in januari 2020 in Rome de tweede prijs van de Premio Internazionale Lydia Biondi 2019 voor het schrijven en interpreteren van zijn monoloog Sono tutti loro.
Na zijn stage bij Ignace Cornelissen en Eric de Vroedt was hij te zien in voorstellingen van onder andere Het Nationale Theater in Den Haag, Ontroerend Goed in Gent en Theatergroep Suburbia. Zijn eerste eigen theatervoorstelling, Zonderlingen, maakte hij met coaching van Bruno Vanden Broecke en Peter De Graef. De toneeltekst is in 2021 uitgegeven door De Nieuwe Toneelbibliotheek (ISBN 978-94-6076-6). Hij presenteert verschillende programma's bij radiozender Klara.
In 2023 maakte Wirix-Speetjens zijn filmdebuut op het 80e filmfestival van Venetië. Hij vertolkte een van de hoofdrollen in de openingsfilm Comandante van Edoardo De Angelis en Sandro Veronesi. Daarin spelen ook Johan Heldenbergh en Pierfrancesco Favino mee.
Hij debuteerde als non-fictie-schrijver in april 2024 met het boek Classical Queers - Een nieuwe blik op de cultuurgeschiedenis, dat tegelijk verscheen met de gelijknamige podcast die hij maakte voor Klara .
Vanaf januari 2025 presenteert hij op NPO Klassiek voor AVROTROS op zondag het programma "De Muziekfabriek".

## Carrière

### Film
- 2023 - Comandante (rol: Jacques Reclercq)

### Toneel
- 2021 - Zonderlingen
- 2021 - TM, Ontroerend Goed (2021)
- 2021 - De eeuw van mijn moeder, Het Nationale Theater
- 2022 - Leedvermaak trilogie, Het Nationale Theater
- 2023 - Tom op de boerderij, Theatergroep Suburbia

### Boeken
- 2021 - Zonderlingen (uitgegeven door De Nieuwe Toneelbibliotheek, ISBN 978-94-6076-6)[2]
- 2024 - Classical Queers - Een nieuwe blik op de cultuurgeschiedenis (uitgegeven door Borgerhoff & Lamberigts, ISBN 9789464983586)[6]

### Prijzen
- 2020 - Premio Internazionale Lydia Biondi, tweede prijs (secondo premio)[2][3]